# Europäische Nationale Front
Die Europäische Nationale Front (ENF; engl.: European National Front) war ein Zusammenschluss mehrerer nationalistischer, rechtsextremer Parteien und Organisationen in Europa, der 2004 begründet wurde. Geplant war die Formierung einer europäischen Wahlplattform für die Europawahlen und die Gründung einer europäischen Rechtspartei. Als ideologische Vorbilder bezieht sich die ENF laut ihrer Homepage auf Corneliu Zelea Codreanu und José Antonio Primo de Rivera.
Die ENF ist inzwischen nicht mehr aktiv. Die wichtigsten Mitgliedsparteien gründeten im September 2014 eine europäische politische Partei mit dem Namen Allianz für Frieden und Freiheit.

## Mitglieder
Mitglieder der ENF waren:
- Deutschland: Nationaldemokratische Partei Deutschlands
- Spanien: La Falange
- Rumänien: Noua Dreaptă
- Italien: Forza Nuova
- Griechenland:
  - Chrysi Avgi (XA)
  - Patriotiki Symmachia (Patriotische Allianz, ΠΑΤΡΙ.Σ, 2004–2007)
- Frankreich: Renouveau français
- Polen: Narodowe Odrodzenie Polski (verließ die ENF wegen Differenzen mit der NPD wieder[3])
- Ukraine: Allukrainische Vereinigung Swoboda (trat 2009 zur Allianz der europäischen nationalen Bewegungen über)

Beobachter:
- Bulgarien: Bulgarski Nationalen Soius
- Portugal: Partido Nacional Renovador
- Niederlande: Nationale Alliantie (2007 aufgelöst)

## Struktur
Die ENF wurde von einem Generalsekretär geführt. Dies war der Italiener Roberto Fiore (Forza Nuova), der 1985 wegen Verwicklungen in den Bombenanschlag 1980 in Bologna zu einer zehnjährigen Haftstrafe verurteilt worden war.

## Geschichte
Eine erste Tagung der ENF fand am 23. und 24. Oktober 2004 in Polen statt, wobei die NPD noch nicht teilnahm.
Der Gründung der ENF gingen verschiedene bilaterale Zusammenschlüsse zwischen nationalistischen Parteien und Organisationen voraus bzw. werden weiter verstärkt. So unterzeichnete beispielsweise der damalige NPD-Vorsitzende Udo Voigt am 20. November 2004, dem 29. Todestag Francisco Francos, am „historischen Schreibtisch“ des Falange-Gründers José Antonio Primo de Rivera eine  „Kooperationsvereinbarung“ mit dem Vorsitzenden der Falange, José Fernando Cantalapiedra. Von dem Abkommen, das laut NPD einen „bedeutenden Meilenstein der deutsch-spanischen Beziehungen“ darstelle, gehe „eine Signalwirkung an andere europäische Nationalisten aus, sich der Achse Madrid–Berlin anzuschließen“. Als Ziel wurde die Schaffung einer nationalistischen Wahlplattform für die Europawahlen genannt, verbunden mit dem Aufruf an andere faschistische und nationalistische Parteien Europas, diesem Bündnis beizutreten. In Spanien trat die „Nationale Europäische Front“ erstmals am 18. Februar 2005 in der Form einer Demonstration unter dem Motto „Nein zur EU-Verfassung“ mit ca. 300 bis 500 Teilnehmern in Madrid in der Öffentlichkeit auf. Dabei nahmen beispielsweise auch Vertreter der NPD (Udo Voigt), der Noua Dreaptă, der Fuorza Nuova und Chrysi Avgi teil.

## Form der Zusammenarbeit
Zur Vernetzung und Abstimmung untereinander finden häufig Aktionen und Treffen verschiedener Organisationen statt. So traten beispielsweise bei dem Rechtsrock-Festival Fest der Völker am 11. Juni 2005 in Jena mehrere Abgesandte aus verschiedenen europäischen Ländern als Redner auf. Sehr häufig werden auch Parteiveranstaltungen oder Kundgebungen von Delegationen anderer Organisationen besucht.

## Grundsatzerklärung
In einer Grundsatzerklärung wandte sich die ENF gegen „ein Europa der Globalisierungsfanatiker, der Geschäftemacher und des zerstörenden Separatismus“. „Für den Schutz der Souveränität, der Würde und der Unabhängigkeit Europas und jede seiner einzelnen Nationen“ soll diesem ein „Europa der Vaterländer“ entgegengesetzt werden. Konkret agitierten sie gegen eine angebliche „kulturelle Globalisierung, die massive illegale Einwanderung und die Mitgliedschaft Israels und der Türkei in der Europäischen Union“, um „den Schutz unserer Kultur, unserer Traditionen und unserer christlichen Wurzeln“ gewährleisten zu können. „Für den Schutz des Lebens und die traditionelle Familie“ stellten sie sich gegen Schwangerschaftsabbruch, die Homosexuellen-Ehe und gegen Adoptionen von Kindern durch homosexuelle Paare.
Im „Gegensatz zu den globalistisch-kapitalistischen oder marxistischen Wirtschaftssystemen“ plädierten sie „für den Aufbau eines Wirtschaftssystems, das auf sozialer Gerechtigkeit basiert“, wobei im Kontext weitere Äußerungen dahinter ohne Zweifel ein "nationaler Sozialismus" steht. Ziel war der „Aufbau einer neuen Weltordnung gegen den US-amerikanischen Imperialismus“. Die Erklärung endet mit dem Aufruf: „Schließt Euch den nationalen Organisationen Europas an und kämpft für ein unabhängiges, würdiges, christliches, nationales und revolutionäres Europa!“